# 라이헨바흐 임 칸더탈역
라이헨바흐 임 칸더탈역(독일어: Reichenbach im Kandertal)은 스위스 베른주의 라이헨바흐 임 칸데르탈 시정촌에 있는 기차역이다. 역은 BLS AG의 뢰치베르크선에 있으며, 라이헨바흐 마을에 인접해 있다.

## 운행편
다음 서비스는 라이헨바흐 임 칸데르탈에서 정차한다.
- 레기오익스프레스 : 베른과 브리크까지 매시간 운행하며, 대부분의 열차는 브리크에서 도모도솔라까지 계속 운행

역은 또한 칸더강 계곡을 따라 프루티겐까지, 치네강의 계곡을 따라 킨탈과 그리스알프까지 가는 포스트아우토 버스 서비스를 제공한다.